# Massengräber in Maribor
Massengräber entstanden in Maribor, Slowenien, während und nach dem Zweiten Weltkrieg. Die drei bekannten Massengräber in der Stadt gemeinsam mit sechs weiteren auf dem Gebiet der Stadtgemeinde gehören zu den größten Massengräbern in Europa.

## Hintergrund
Am Ende des Krieges war Maribor die am stärksten zerstörte Großstadt Jugoslawiens.
Die verbliebene deutschsprachige Bevölkerung, mit Ausnahme derjenigen, die während des Krieges aktiv mit dem Widerstand kollaboriert hatten, wurde nach Kriegsende 1945 systematisch vertrieben. Gleichzeitig wurden Angehörige der Kroatischen Heimwehr, die versuchten, aus Jugoslawien zu fliehen, in den Massakern von Bleiburg umgebracht und in Massengräbern verscharrt.

## Liste der Massengräber
In Maribor und Umgebung wurden folgende Massengräber gefunden:
- Das Grab von Spodnje Radvanje (Grobišče Spodnje Radvanje) liegt südlich der Innenstadt im Stadtviertel Radvanje. Es enthält die Überreste einer unbekannten Anzahl Getöteter und wurde im Jahr 2002 gefunden.[6]
- Das Grab hinter dem Teich (Grobišče za ribnikom) liegt südwestlich der Innenstadt an einem Teich. Es enthält die Überreste einer unbekannten Anzahl Getöteter und wurde im Jahr 2002 gefunden.[7]
- Die sechs Massengräber von Tezno (Grobišče Tezenski gozd 1–6) liegen südöstlich der Innenstadt. Grab 1 im Wald von Maribor-Tezno[8], die Gräber 2-6 im Dorf Dogoše.[9][10][11][12][13] Bei Grab 1 handelt es sich um das größte bisher bekannte der Massaker von Bleiburg. Beim Autobahnbau wurden 1999 auf einer Länge von etwa 70 Metern Skelette bzw. Knochen von 1179 Menschen gefunden. Weitere Sondierungen von 2007 unter der Leitung von Mitja Ferenc ergaben, dass hier ein Panzergraben auf der Länge von 940 Metern gleichmäßig aufgefüllt wurde und somit auf eine Opferzahl von ca. 15.000 schließen lässt. Die Massenhinrichtungen in Tezno ereigneten sich vom 20. bis 26. Mai 1945.[14]